# 沙塞
沙塞（法語：Chacé，法語發音：[ʃase] ⓘ）是法国曼恩-卢瓦尔省的一个旧市镇，位于该省东南部，属于索米尔区。2019年，沙塞与临近的2个市镇合并为新市镇贝勒维涅堡（Bellevigne-les-Châteaux），并成为政府驻地。

## 地理
沙塞（47°12'53"N, 0°4'10"W）面积6.42 平方千米，位于法国卢瓦尔河地区大区曼恩-卢瓦尔省，该省份为法国西部内陆省份，大致对应安茹地区，北起顺时针与马耶讷省、萨尔特省、安德尔-卢瓦尔省、维埃纳省、德塞夫勒省、旺代省、大西洋卢瓦尔省和伊勒-维莱讷省接壤。
与沙塞接壤的市镇（或旧市镇、城区）包括：图埃河畔阿尔塔讷、布雷泽、迪斯特雷、圣西尔昂布尔、迪沃河畔圣瑞斯特、索米尔、苏宰-尚皮尼、瓦兰。
沙塞的时区为UTC+01:00、UTC+02:00（夏令时）。

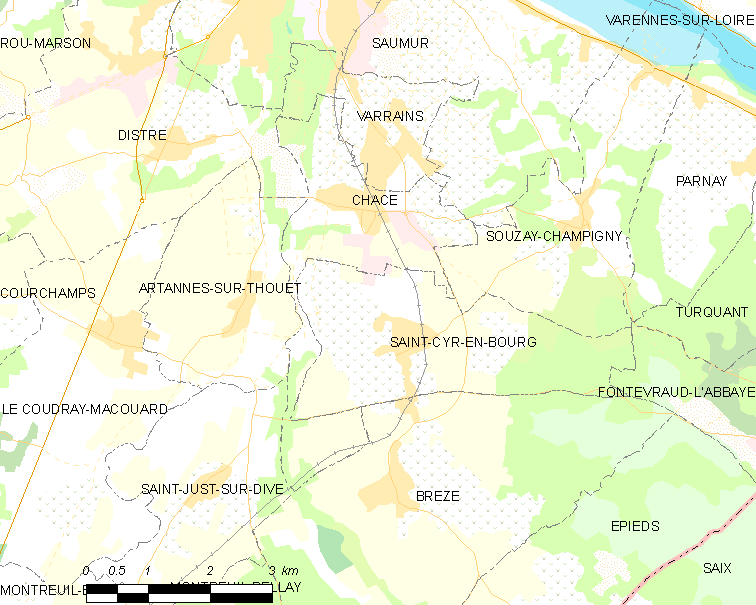
沙塞的OSM定位图

## 行政
沙塞的邮政编码为49400，INSEE市镇编码为49060。

## 政治
沙塞所属的省级选区为索米尔县。

## 人口

1962-2008年间沙塞人口变化图示

沙塞于2018年1月1日时的人口数量为1409人。